# 本生电池

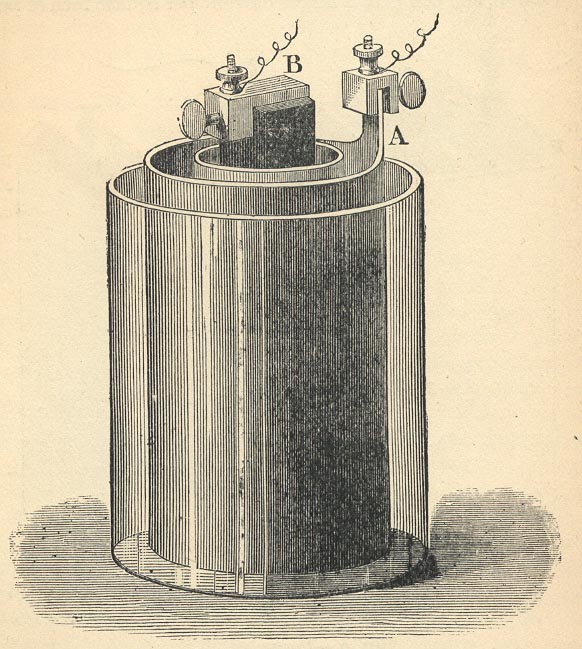
本森电池

本森电池是一种通过多孔瓶将在稀硫酸中的锌阳极与在硝酸或铬酸中的碳阴极隔开的锌碳原电池。

## 电池详细
本森电池可产生将近1.9V的电压，其化学方程式为:
{\displaystyle {\ce {Zn + H2SO4 + 2HNO3 -> ZnSO4 + 2H2O + 2NO2}}}{\displaystyle \uparrow }
本森电池是以其发明者德国化学家罗伯特·威廉·本生的名字命名的，本生通过使用粉状煤和焦炭形式存在的碳取代格鲁夫电池的昂贵的铂阴极从而使其得到改进。不过就像格鲁夫电池一样，本森电池也会产生有毒气体二氧化氮。
罗伯特·威廉·本生曾用这种电池来提取金属，
亨利·莫瓦桑用一组90节的本森电池电解氢氟酸第一次得到了氟元素。另外，
在儒勒·凡尔纳的小说《气球上的五星期》中控制气球升降的设备所使用的即为本森电池。

## 深入阅读
- Ayrton, W.E.; T. Mather. . London: Cassell and Company. 1911: 183–185.
- Peschel, Karl Friedrich. . Longman, Brown, Green, and Longmans. 1846: 82.